# Devendra Banhart
Devendra Banhart (ur. 30 maja 1981 w Houston w Teksasie) – amerykański wokalista, gitarzysta, muzyk rockowy, bard. Przedstawiciel takich gatunków jak psych folk, freak folk, muzyka psychodeliczna czy neofolk. W większości utworów jako jedyny instrument wykorzystywał gitarę klasyczną.
Twórczość Banharta wywodzi się z połączenia muzyki hinduskiej i amerykańskiej muzyki rozrywkowej lat 60. Większość utworów to nastrojowe, mroczne bądź melancholijne kompozycje, chociaż płyta Cripple Crow utrzymana została w klimacie popu i glam rocka. Cechą charakterystyczną Banharta jest niedbały, "narkotyczny", nieco odrealniony wokal. W roku 2009 wydał siódmą już płytę długogrającą What Will We Be.
Na styl wokalny Banharta znacząco wpłynęli: Syd Barrett, Roy Harper, Billie Holiday, Norah Jones, a w przypadku ostatniej płyty Marc Bolan.
Był związany z aktorką Natalie Portman.

## Dyskografia
źródło:.
Albumy
- The Charles C. Leary(inne języki) (2002)
- Oh Me Oh My(inne języki) (2002)
- Rejoicing in the Hands(inne języki) (2004)
- Niño Rojo(inne języki) (2004)
- Cripple Crow(inne języki) (2005)
- Smokey Rolls Down Thunder Canyon(inne języki) (2007)
- What Will We Be(inne języki) (2009)
- Mala(inne języki) (2013)
- Ape in Pink Marble(inne języki) (2016)
- Ma(inne języki) (2019)
- Flying Wig(inne języki) (2023)

Single
- "The Black Babies" (2003)
- "Sight To Behold/Be Kind" (2004)
- "Little Yellow Spider" (2004)
- "At The Hop" (2004)
- "I Feel Just Like A Child" (2005)
- "Heard Somebody Say" (2005)
- "Baby" (2009)